# ワルソー条約
ワルソー条約（ワルソーじょうやく）は、国際的な航空貨物、旅客の運送に関する、航空運送人の責任や航空運送状の記載事項等を定める条約である。
正式名称は国際航空運送についてのある規則の統一に関する条約（英: Convention for the Unification of Certain Rules Relating to International Carriage by Air、仏: Convention pour l'unification de certaines règles relatives au
Transport aérien international）。
日本は1953年に批准した。条約名の「ワルソー」とはポーランドの首都ワルシャワの英語読みである。

## 概要
本条約は、出発地および到着地の双方が当事国である国際航空運送に適用される（第1条第2項）国内の航空運送には適用されない。責任原則としては過失推定主義を採用し、損害賠償責任の限度額を定めている。
国際裁判管轄を定める条約であり、第28条第1項は「責任に関する訴は、原告の選択により、いずれか一の締約国の領域において、運送人の住所地、運送人の主たる営業所の所在地若しくは運送人が契約を締結した営業所の所在地の裁判所又は到達地の裁判所のいずれかに提起しなければならない」と定めている。

## 課題
本条約では航空運送人の損害賠償額の制限を定めているが、その制限額が旅客の死亡時でも12万5千金フラン＝約140万円（ヘーグ議定書により25万金フラン＝約280万円に改定）に留まるなど、署名当時から経済のインフレーションに対応できていない。また、貨物に関する損害賠償額の上限は1キログラム当たり250金フランであるが、運送人に「wilful misconductまたは法廷地の法においてそれと同視されるdefault」がある場合には上限が適用されないため、当該事由の有無をめぐって争いになることも多かった。
これらの課題を解決するため、モントリオール条約が作成され発効に至ったが、ワルソー条約の当事国中にはモントリオール条約を締結していない国も存在し、そのような国を出発地または到着地とする運送については引き続きワルソー条約が適用されている。